# Sébastien Roch
A Sébastien Roch Octave Mirbeau harmadik, saját neve alatt megjelent regénye (1890, Charpentier).

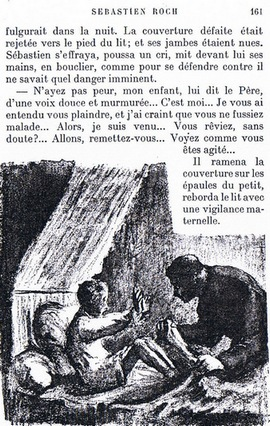
H.-G. Ibels, Sébastien Roch, 1906

## Cselekménye
|  | Alább a cselekmény részletei következnek! |

A regény kultúránk egyik alapvető tabuját hágja át: egy pap által megerőszakolt gyermek történetét meséli el. Talán ez is az oka annak, hogy Mirbeau ezen regénye csak mintegy száz évvel a megjelenése után került be a köztudatba.
A főszereplő, Sébastien Roch (akinek a neve is szimbolikus, lásd: Szent Sebestyén és Szent Rókus) testben és lélekben egészségesen érkezik a Vannes-i jezsuita intézetbe, ahol egyébként Mirbeau maga is végezte a tanulmányait, s akit a történet végén hamis vádak alapján elüldöznek. Sébastien Roch személyisége teljesen megváltozik, Mirbeau regénye ily módon egyfajta anti-fejlődésregényként értelmezhető.
Mirbeau más regényeihez képest itt egy harmadik személyű narrátor közvetíti a történetet, a regény második része azonban integrálja a főszereplő, Sebastien Roch naplójának részleteit is, így a mindentudó narrátor nézőpontját kiegészíti a szubjektív látószög.
|  | Itt a vége a cselekmény részletezésének! |

## Külső hivatkozások
- Octave Mirbeau, Sébastien Roch, Éditions du Boucher.
- Pierre Michel regényhez írt előszava.